# 皇仁書院
皇仁書院為香港最早成立的官立中學。1862年於中環歌賦街校舍啟用時命名爲中央書院（當時又稱大書院），及后于1889年遷往中環荷李活道新校舍，1890年政府刊憲改名為維多利亞書院（Victoria College）。1894年，政府再度刊憲易名為皇仁書院（Queen's College）。目前校舍位於香港銅鑼灣高士威道，為全港僅有的三家官立男子中學之一。

## 歷史

### 中央書院時期
在1841年香港成為英國殖民地前，公開的教育主要由私塾及後來的華人鄉村學校提供。1847年，第二任香港總督戴維斯組成“教育委員會”，選定三所私塾（華人鄉村學校，Chinese Village School）提供每校每月十元補助，由1848年開始升格為官立學堂（Government School）。至1859年，香港的官立學堂（稱皇家書館）已發展至19所，由政府提供教室和師資，每個學生要給教師銅錢二十五文「作茶資之用」，但無需交學費。1860年7月理雅各領導下的教育委員會(The Board of Education) 推行《理雅各教育革新計劃》，將維多利亞城內的皇家書館，包括香港成為殖民地前已開始教學的太平山學堂（Tai-ping-shan School）、中環學堂（Chung-wan School）、上環學堂（Sheung-wan School），合併成「大書院」（又譯中央書院）。中央書院於1862年1月1日的校舍座落於中環歌賦街與城皇街交界，即今聖公會基恩小學位置。
史釗域博士擔任首任校長，當時他還兼任全港官校視學官（Inspector of Government Schools），直至1879年3月香港政府另行設立教育部門管理香港學校為止；其後史氏更獲擢升為布政司。直至現在學校仍然保存在每年3月10日，即立校日，率領學生前往跑馬地香港墳場史釗域墓前祭拜的傳統。而當年的學生有別於現時絕大部份學生來自本地，當時中央書院的學生來自世界不同各地，主要研究中國古典書籍。這是一所中學，學生多半是各國中產階級子弟，課程以英文為主，中文為輔:35。
1864年，中央書院有約一百二十名學生，分為中文部和英文部。中文部學生必須學習《論語》、《孟子》及《中庸》。學生須通過典籍口試才能入讀英文部，英文部學生除學習英語、地理、算術及歷史外，還學習《五經》及《史記》。1869年，在港督麥當奴推動下，開設化學和幾何科等。

### 皇仁書院時期

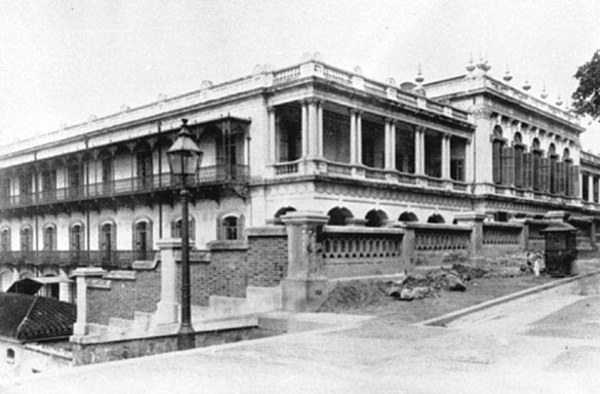
1897年皇仁書院面向士丹頓街的一邊

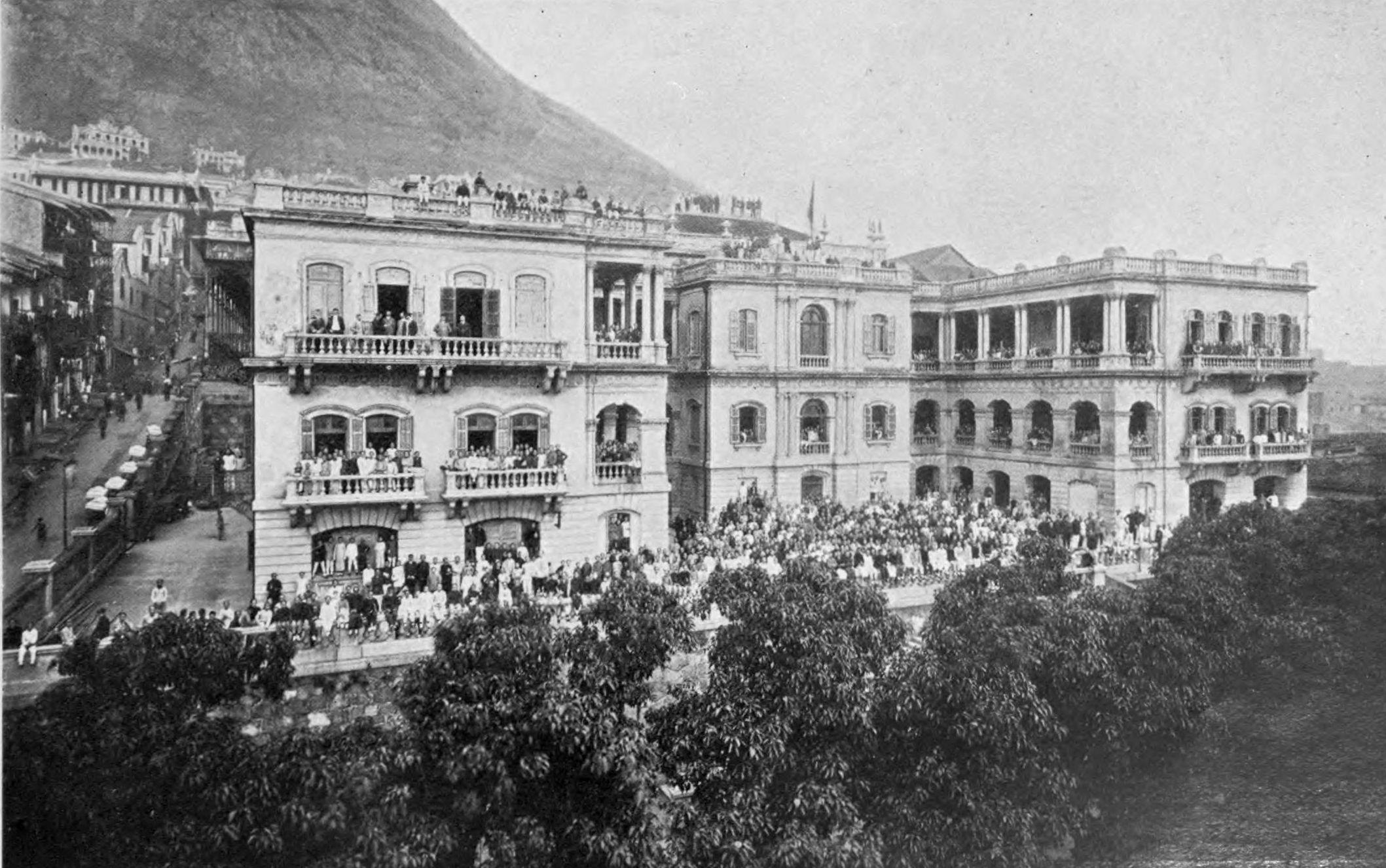
1908年皇仁書院面向荷李活道的一邊

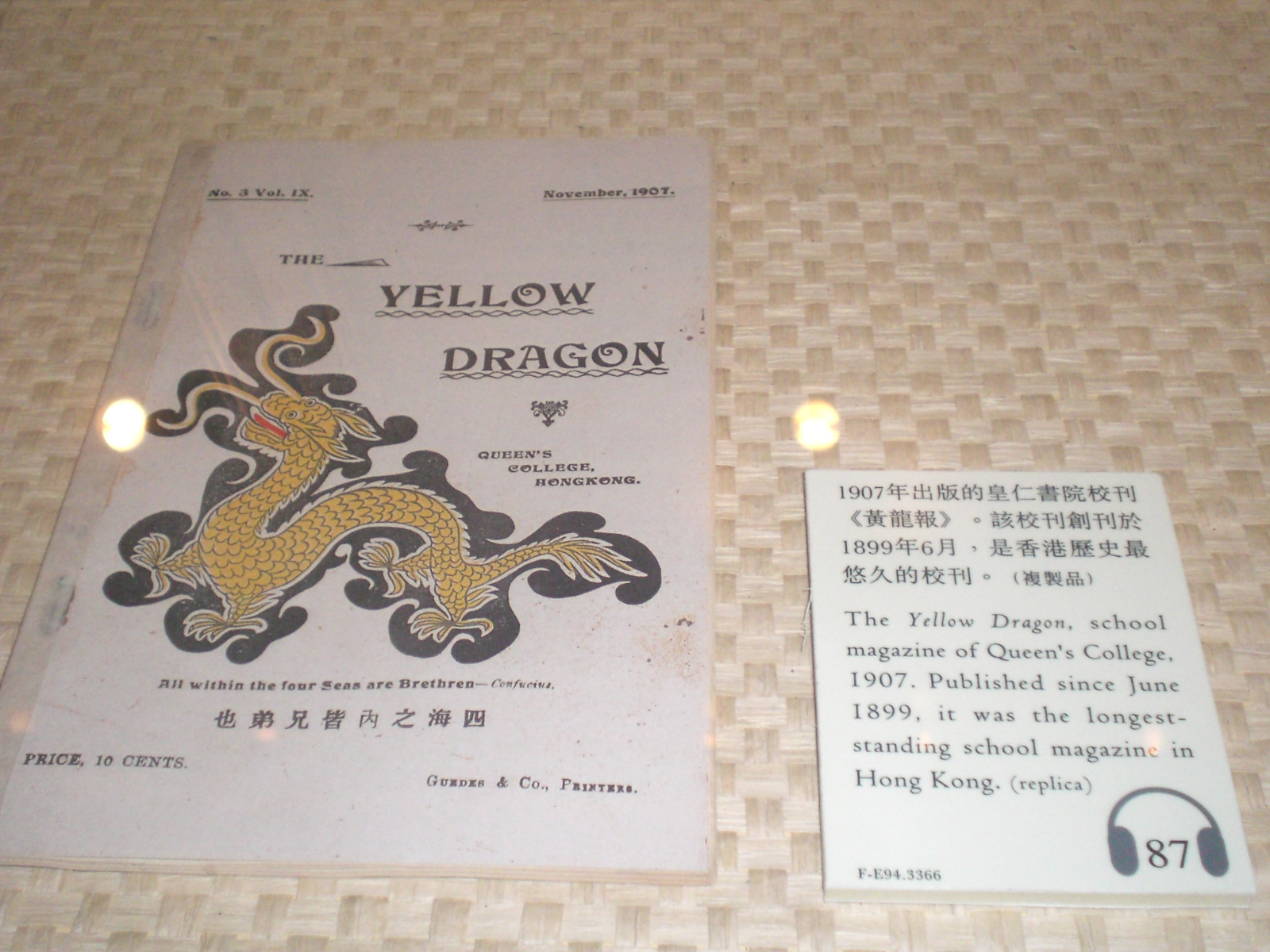
1907年皇仁書院出版的校刊《黃龍報》（香港歷史博物館藏）

1885年4月26日，當時港督寶雲主持了中央書院新校舍的奠基儀式，估計孫中山先生也有出席。因學生日漸增多，到了1889年7月10日，位於中環鴨巴甸街及荷李活道交界（即現今中環元創坊）的新校舍啟用，1890年2月18日根據政府公告第70條，校名更改為「維多利亞書院」。歌賦街原址後來興建中央女子書院 （Government Central School for Girls）新校舍。因猶太裔慈善家庇理羅士捐贈新校舍興建費用，故改名為庇理羅士女子中學（Belilios Public School）。
新校舍是當時香港最大的校舍，位於歌賦街中央書院原校舍對面 ，附近有孫中山先生故居（必列者士街2號）、香港西醫書院等辛亥革命遺址。這幢具新古典主義建築風格的建築物需時5年、耗資25萬元興建，是香港當時造價第二昂貴的建築物。該校舍空間遠較大書院寬敞，除了可容納逾900名學生外，更配備完善設施，包括21間課室、實驗室、學生活動室、兩個球場及一個有蓋操場。後來，隨著學校課程轉變，當局陸續在校舍增添更多設施，例如小食部、地理室、圖書館、師範大樓。
1894年2月3日，香港政府刊憲宣佈維多利亞書院校名于1894年1月31日根據政府公告第38條更改為「皇仁書院」，以紀念維多利亞女皇，並一直沿用至今。當時該校主要教授算術、文法及常識等科目，為19世紀末的香港所罕見。該校因展現其優秀的學術及體育成就，廣為公眾認識。皇仁書院的校刊名為《黃龍報》，創刊於1899年6月。

### 香港日佔時期
太平洋戰爭爆發，日本攻佔香港。皇仁書院於1941年底被逼停課，校舍於香港保衛戰時被徵召作陸軍醫院。日佔初期荷李活道校舍為日軍所用，其後完全毀於戰火，更被辟為難民營。僅留下由 Bertram Mackennal 在1910年雕製、時任港督盧加勳爵在1912年揭幕的胡禮校長的半身雕像。雕像在戰後1950年被移送高士威道新校舍。

### 戰後

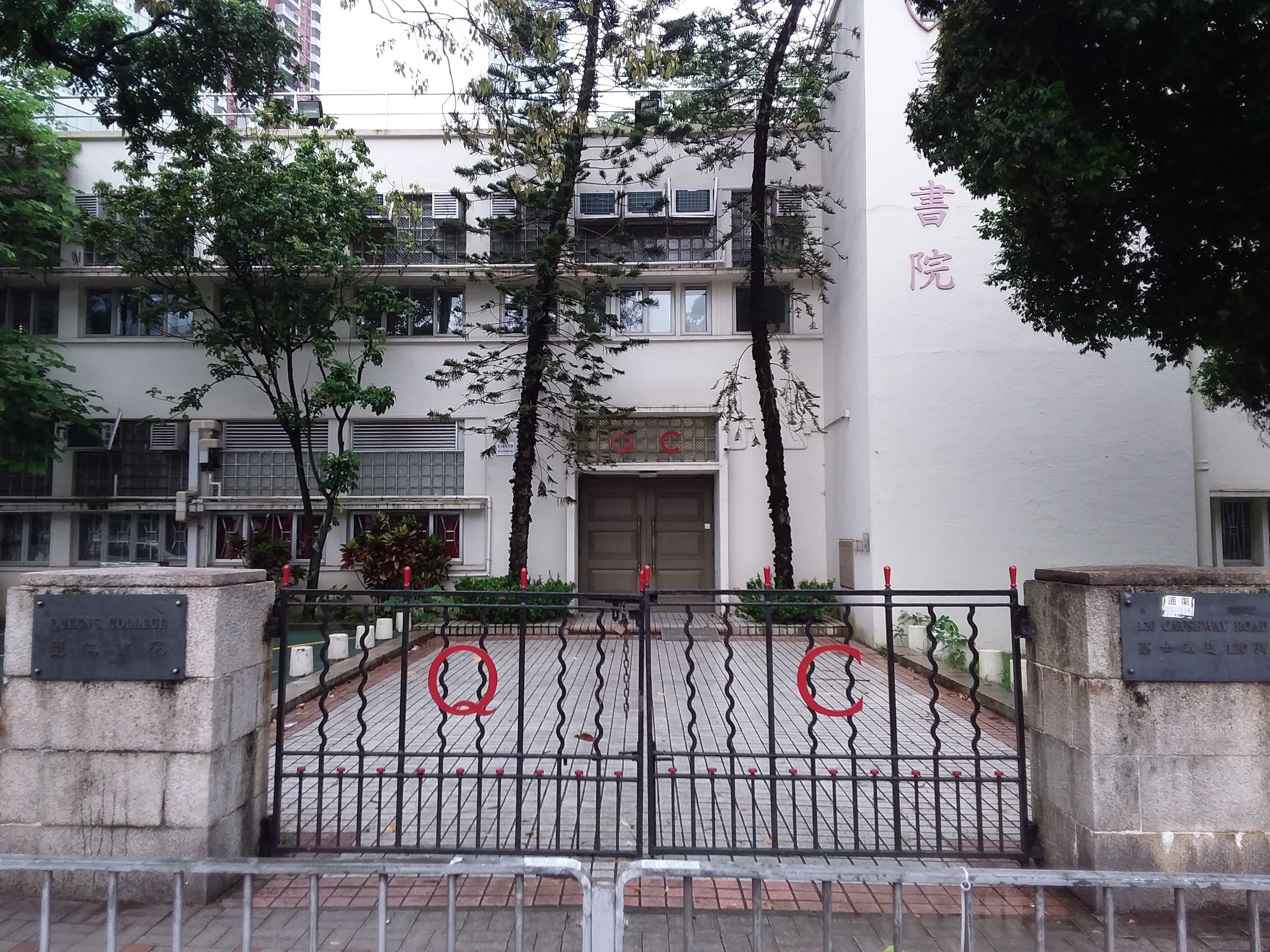
皇仁書院高士威道正門

1947年2月，皇仁書院終於在堅尼地道26號復課。1949年，在戰前已在皇仁任教的威廉臣被委任為校長。威廉臣校長設計了校服和校呔，開創了先河。香港政府後來撥地在高士威道興建皇仁書院新校舍，並在一年內完工。1950年皇仁學生要借用聖若瑟書院禮堂舉仔週年頒獎禮。1950年9月22日，位於銅鑼灣鄰近維多利亞公園的現址的校舍，由時任港督葛量洪爵士主持高士威道校舍奠基儀式，並於同日正式啟用，沿用至今。在平整大坑的農地後，該地曾建成皇后運動場和更衣室。在決定興建新校舍前，曾建議在此興建喇沙書院臨時校舍。高士威道校舍興建在前皇后運動場的其中一角，其餘地方劃為海軍球場（現銅鑼灣運動場）運動場。新校舍由港督葛量洪爵士和行政立法兩局議員羅文錦爵士主持開幕儀式，何東爵士和周壽臣爵士等顯赫校友都有出席。1951年皇仁書院四個班的學生借用英皇書院校舍。

### 主權移交後

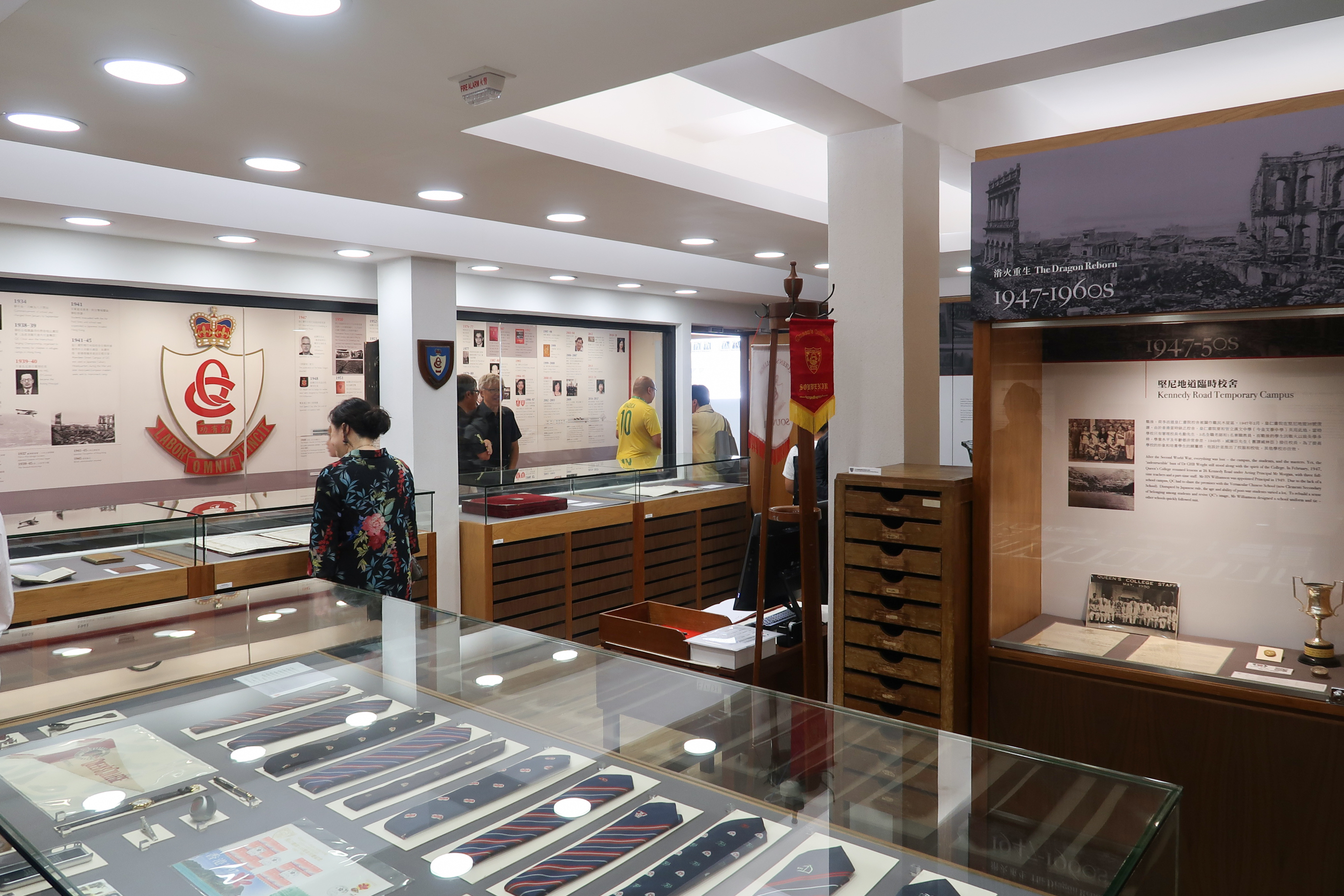
皇仁書院校史館於2017年配合155週年校慶而設立，現存約4,000件藏品

1997年香港主權移交，學校改由教育統籌局（後更名為教育局）管理，仍使用原校名繼續辦學，惟校徽亦因而作出修改，去除象徵英國皇室的皇冠。
2011年3月，教育局公布「自願優化班級結構計劃」計劃申請結果，其中包括皇仁書院在內。由2011/12學年開始，每年級的班別從5個減少為4個。
2012年，皇仁書院會踏入150周年。在2010年10月時，皇仁書院便已宣佈將會在150周年時發行紀念郵票，成為香港首套香港郵政官方為中學校慶發行的紀念郵票。2011年9月，香港郵政公布將發行「皇仁書院一百五十周年校慶」郵票小型張，並首次採用盾形設計郵票。
2016年，副校長趙善衡於舊生會晚宴啤酒大賽遊戲環節奪冠贏得價值約港幣5,000元的澳門豪華酒店連船票套票，被質疑事後沒退還予主辦單位，亦無向上級、分區教育主任或教育局匯報。然而，校長李瑞華稱，當晚她亦在場，一向認知是公務員不得接受抽獎禮物，但副校長趙善衡當晚為勝出遊戲比賽所得，性質與抽獎不同，又指為免引起誤會，將會把換領券退還主辦單位-皇仁舊生會。
2017年2月，臉書專頁「皇仁書院政改關注組」指出，副校長趙善衡要求最新一期出版的校刊《黃龍報》臨時更改主題，然而《黃龍報》的上屆編委會已決定當屆以法律界為專輯主題，且已經進行不少前期工作。最終，校長李瑞華決定停止更改計劃。隨後，副校長趙善衡調職至長洲官立中學。
2019年2月24日，皇仁舊生會何鴻燊天文觀測站隆重開幕，觀測站位於港島大潭，面積約5300平方呎，由一座長60呎、闊25呎、高10呎的圓頂屋構成。觀測站設有頂級天文儀器觀賞天象和天文攝影，包括一台全自動控制16吋固定光學望遠鏡主要用於天文攝影、一台14吋流動光學望遠鏡備有自動對準及追蹤目標天體的功能及一台全港最大可全日運作的單天線射電望遠鏡，天線直徑3米，可以接收天體發出而肉眼無法觀測的無線電波。

## 校舍
二次大戰後，皇仁書院校舍座落香港島中部的灣仔區，實際位置位於銅鑼灣天后，高士威道及銅鑼灣道之交界，毗鄰維多利亞公園及香港中央圖書館。校園的面積達16,766平方米，較香港一般中學為大，於1950年建成，屬現代主義建築，同年9月22日港督葛量洪爵士主持新校舍開幕儀式。校舍曾於1960年代和1990年代擴建。
校舍內的設施如下：

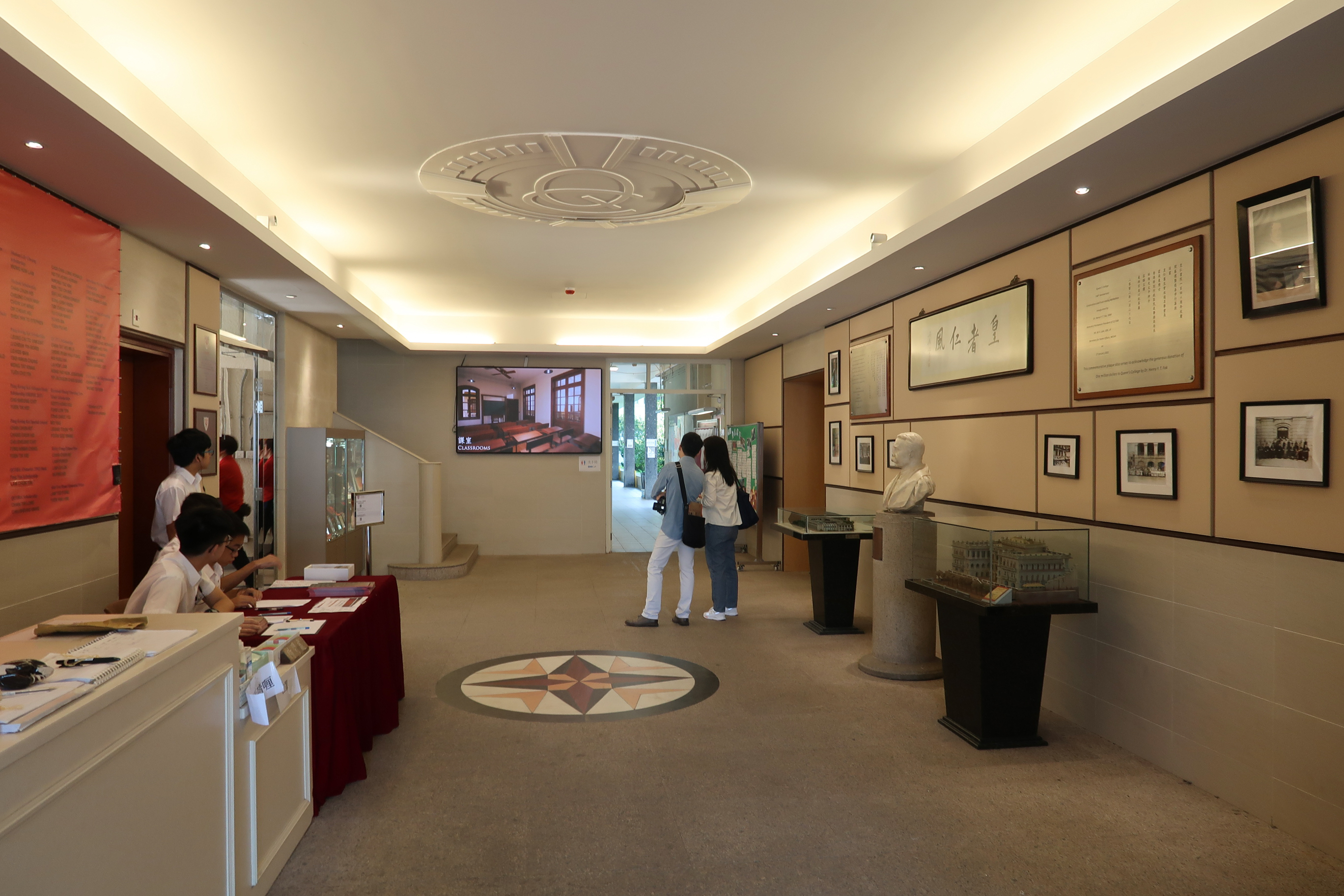
入口大堂

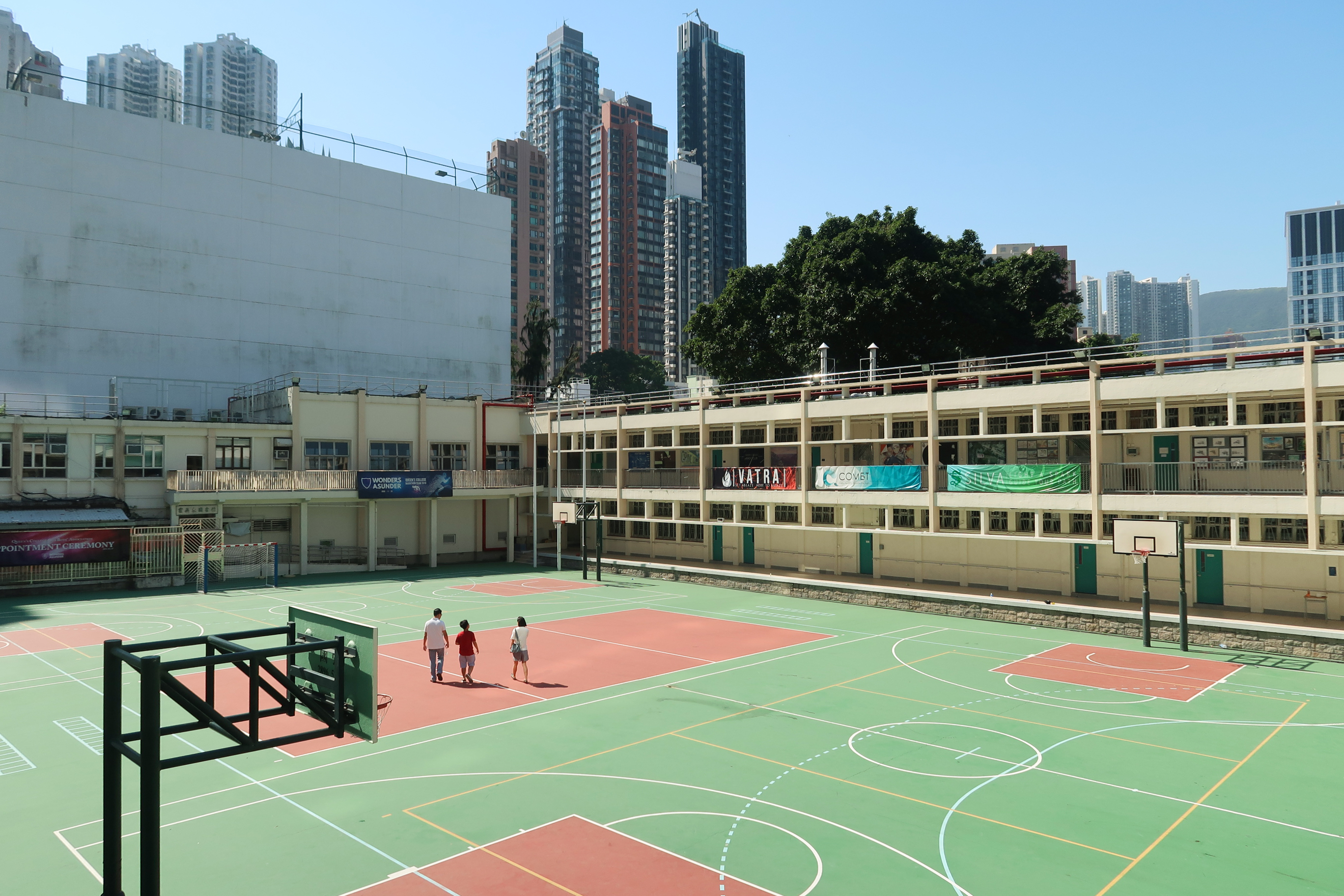
南面球場

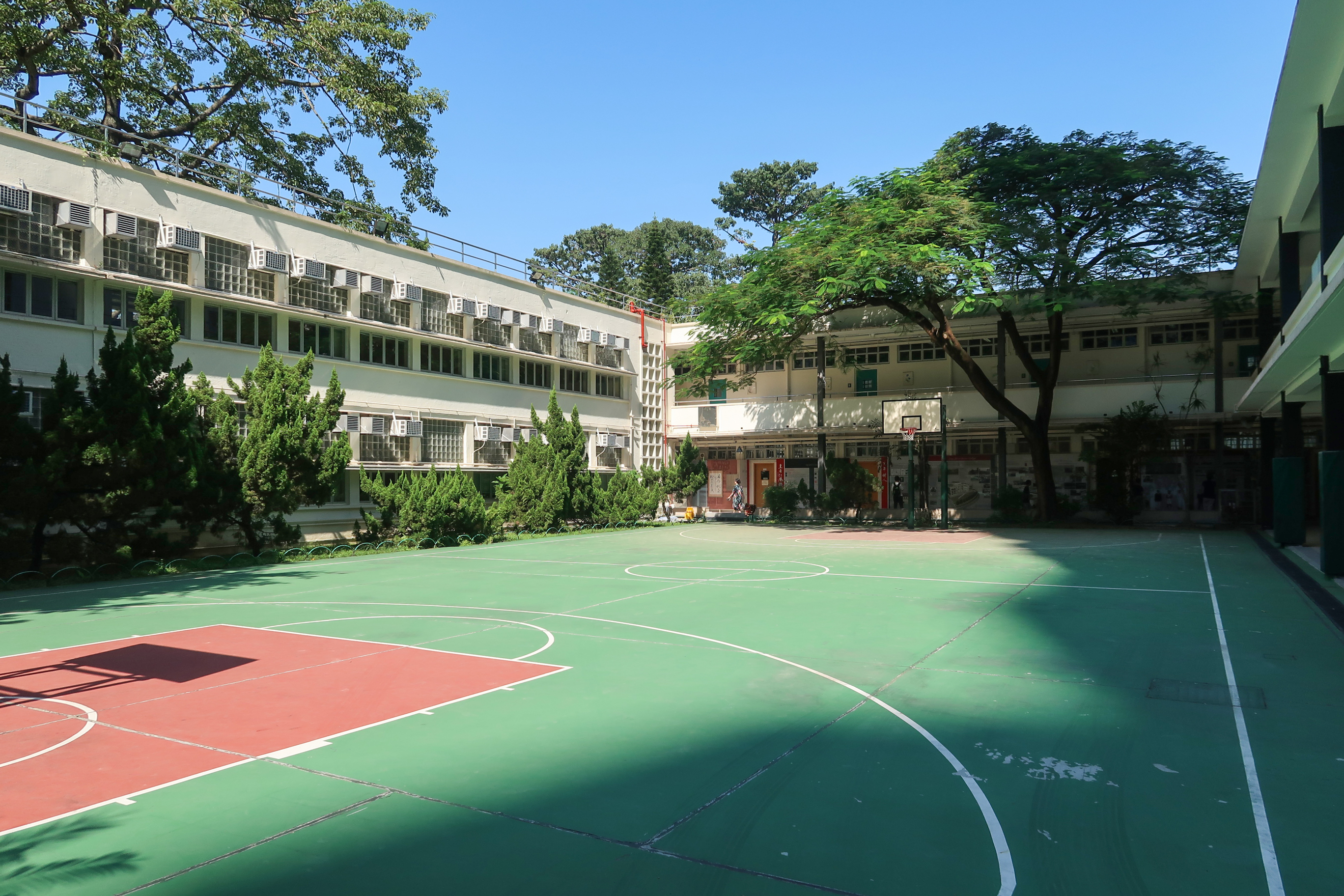
北面球場

| - 29個課室 - 5個實驗室 - 1個生物實驗室 - 1個物理實驗室 - 2個化學實驗室 - 1個綜合科學實驗室 - 1個演講室 - 2個電腦室 - 多媒體學習中心 - 音樂室 - 美術室 - 童軍室（比皇仁書院現址更早興建的獨立建築物，約於1898年建成，當時作為更衣室；2009年評為二級歷史建築） - 小食部 - 飯堂（由舊生會管理） - 皇仁舊生會會所（爲舊生提供餐飲服務） - 夜校校務處 - 學生活動中心 | - 多用途禮堂（雙層） - 接待室 - 校務處 - 8個教員室︰A，B，C，D，E，F，G及N15（教學助理） - 2個操場（南面及北面） - 3個籃球場 - 3個排球場 - 圖書館（名為霍英東圖書館） - 天文房 - 大草坪 - 花園（名為曉陽閣） - 健身室（可作羽毛球場使用） - 會客室 - 訓導室 - 輔導室 - 學生會辦事處 - 訓導組和輔導組辦事處 - 皇者仁風校史館（於2013年配合150週年校慶成立，2017年配合155週年校慶翻新，現存約4,000件藏品） |

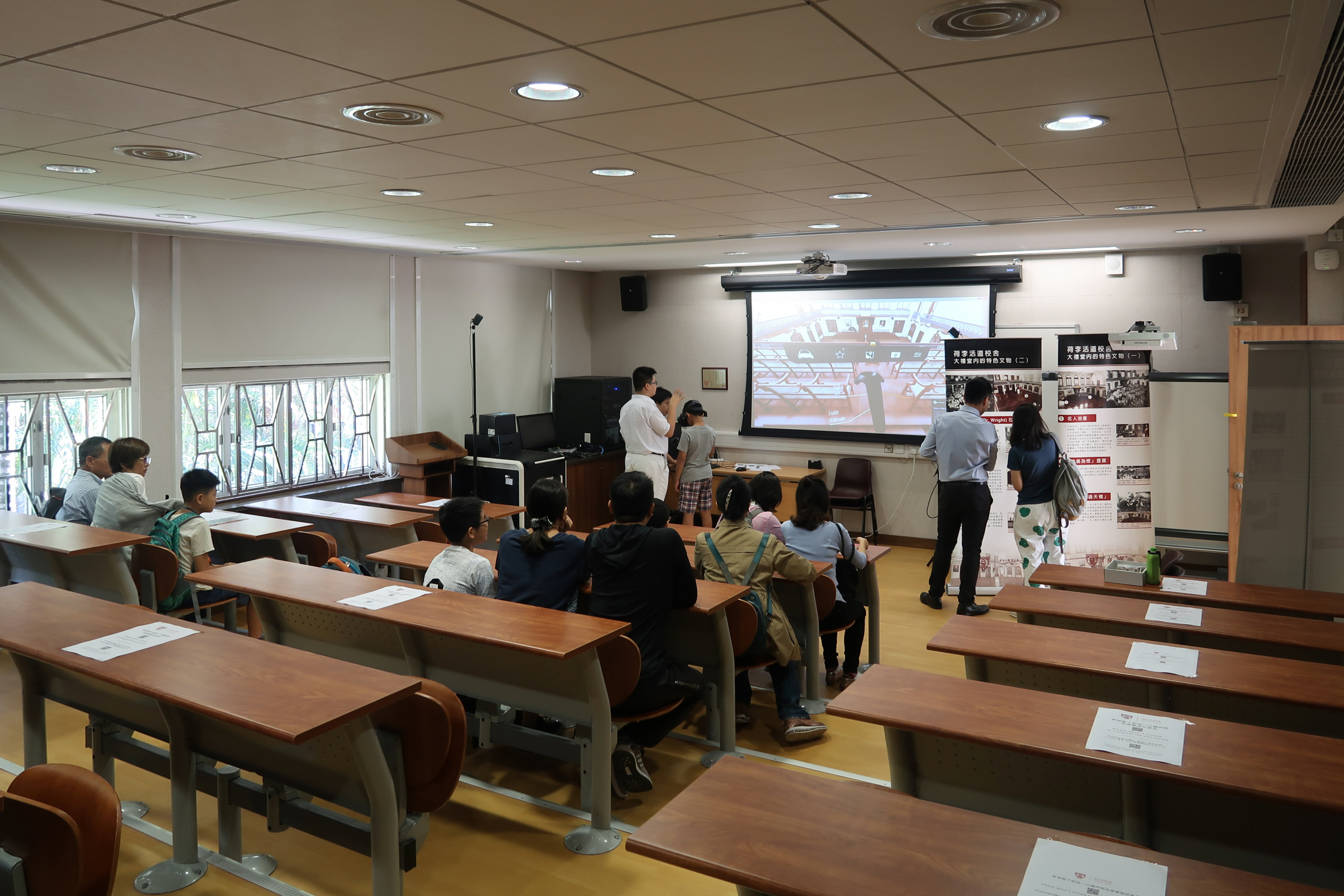
演講室
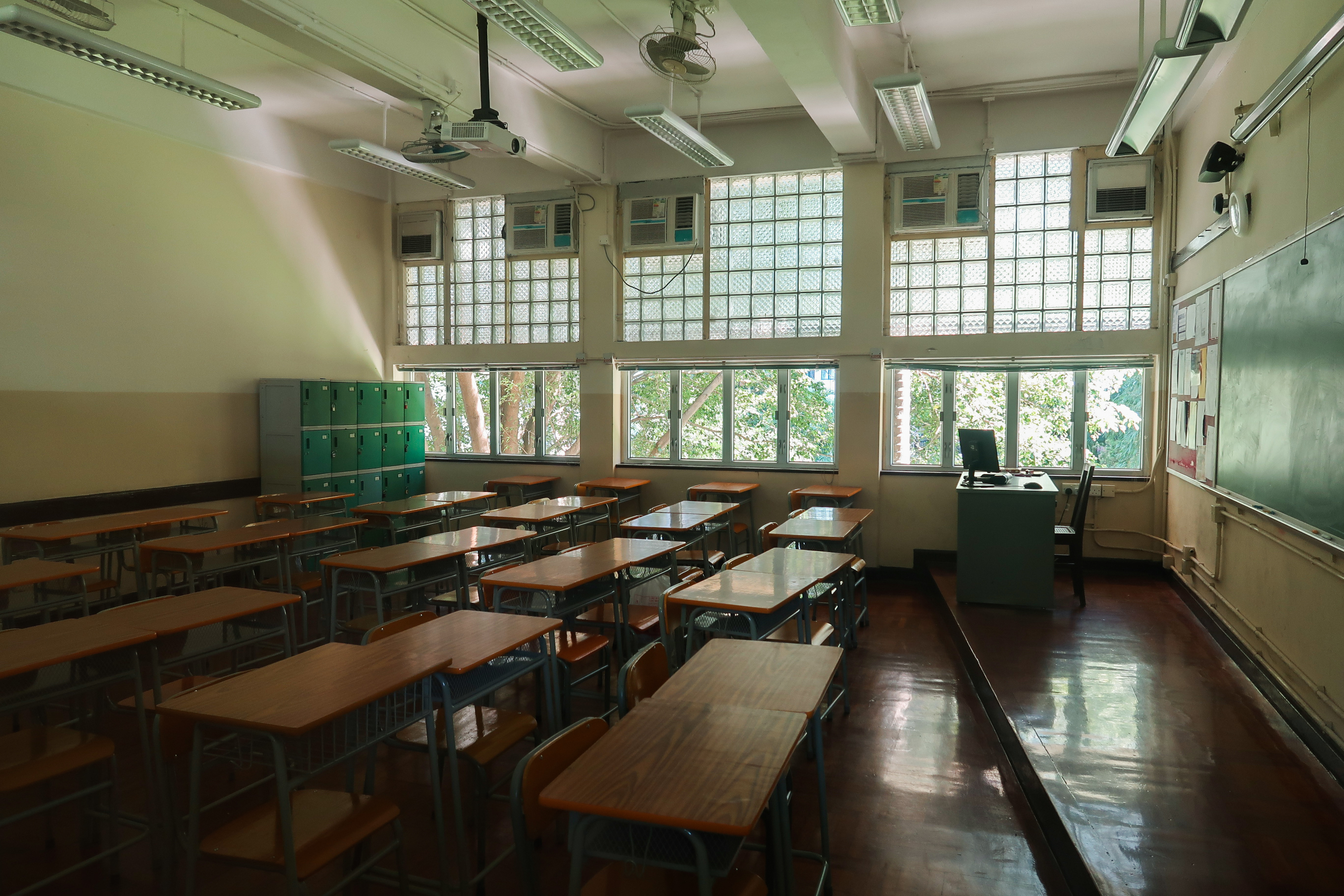
課室
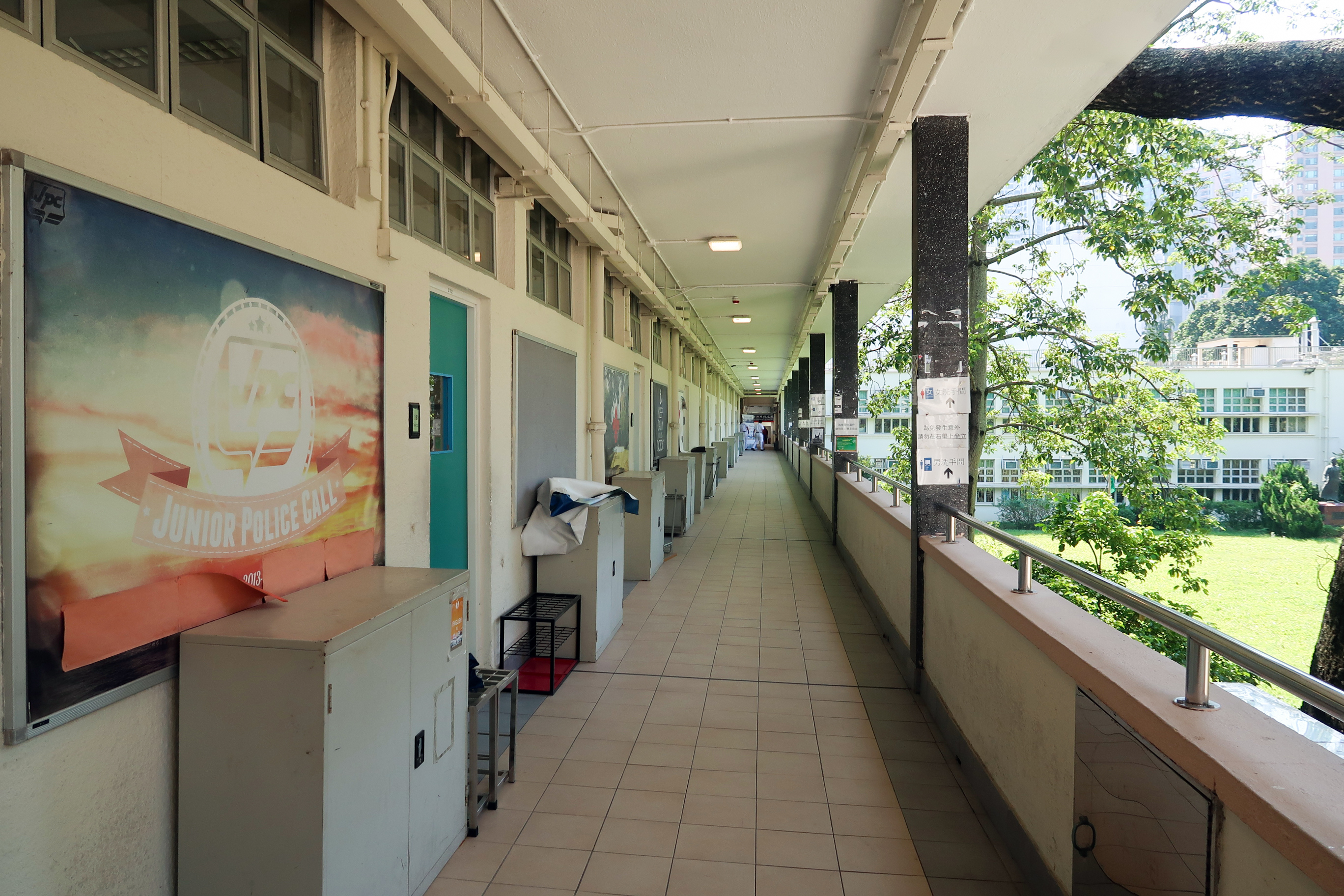
1樓通道
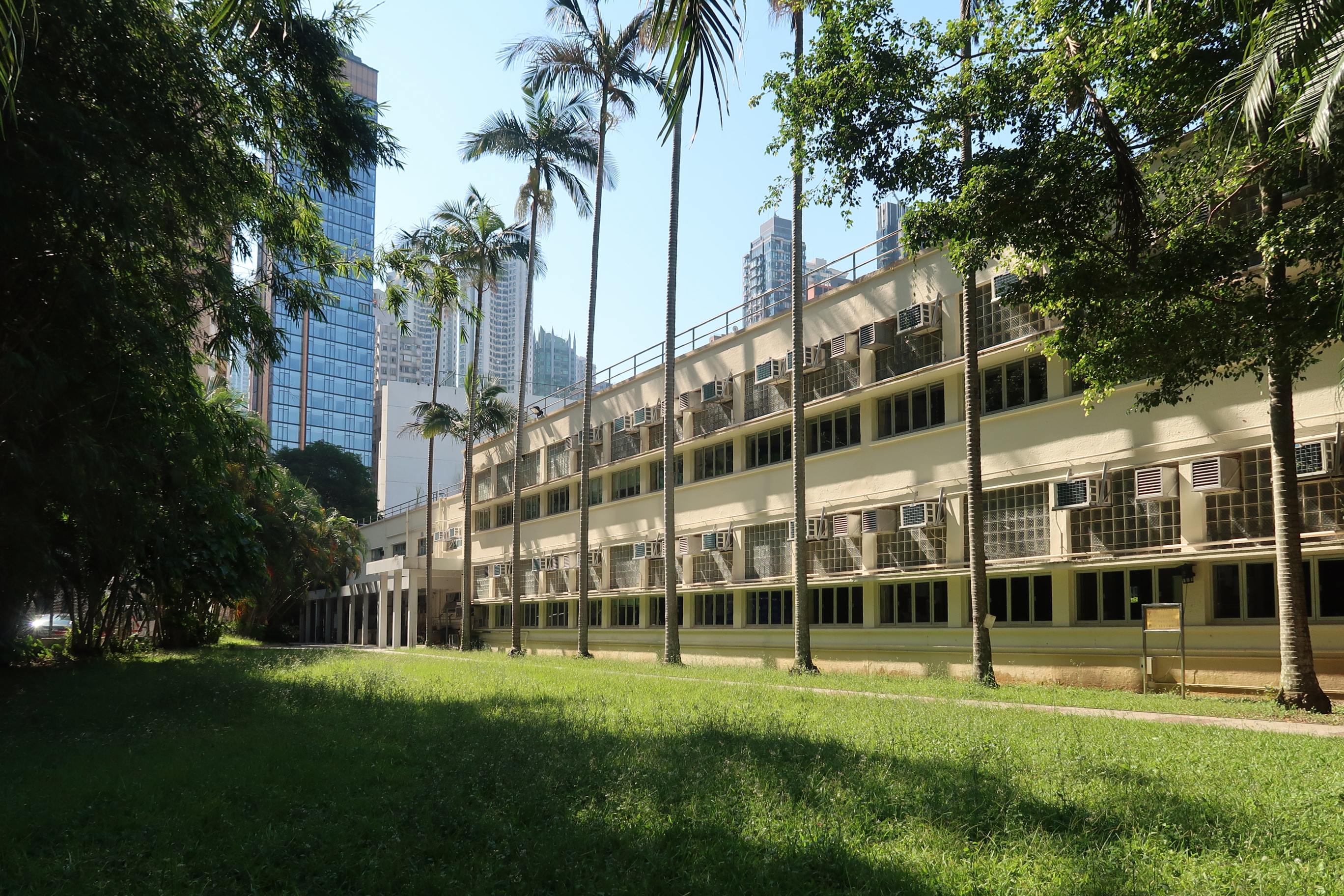
花園

## 收生、科目及教學語言
皇仁書院在校學生約800人，分佈於24個班別。每級設4個班別，每班約36人。
皇仁書院每年收生四班約144人，分別由自行收生及統一派位途徑錄取，另與軒尼詩道官立小學、軒尼詩道官立小學（銅鑼灣）及愛秩序灣官立小學均為聯繫學校。2011年前中一每年均取錄五班共200人，惟於教育局縮班政策下，自2011學年起每年收生學額將減至四班，合共約144人。中一新生可以參與由校方及高年級師兄領導的迎新營。
值得一提的是，在「三二二三」的舊學制下，中六至中七設4個班別，分別以早期香港大學的四個學院命名：6A/7A（Arts，文學院）、6E/7E（Engineering，工學院，修讀純數科）、6M/7M（Medicine，醫學院，修讀生物科）、6S/7S（Science，理學院，修讀純數科，或數學及統計科與電腦應用科或通識科），因為早期香港大學的學生主要是皇仁書院的預科生。A班約有30人，而 E、M、S 班則各約有27人。
皇仁書院為香港114間以英文作為教學語言的中學之一。除了中國語文科、中國歷史科、普通話科外，其餘所有科目均使用英文作為教學語文。

## 歷任校長

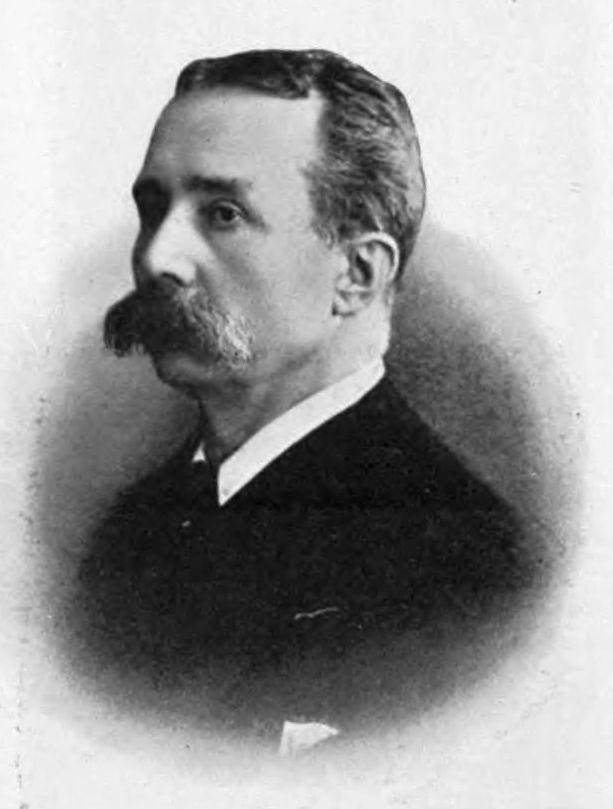
黎璧臣博士（Dr. G. H. Bateson Wright）於1881年至1909年出任校長

1. 史釗域博士（Dr. Frederick Stewart，1862年 - 1881年）[6]
2. 胡禮博士（Dr. G.H. Bateson Wright，1881年 - 1909年）
3. 狄烈先生（Mr. T.K. Dealy，1909年 - 1918年）
4. 丹拿先生（Mr. Bartram Tanner，1918年 - 1925年）
5. 古祿先生（Mr. A.H. Crook，1925年 - 1930年）
6. 狄龍先生（Mr. F.J. de Rome，1930年 - 1939年）
7. 奧干拿先生（署理）（Mr. M.G. O'Connor，1939年 - 1941年）
8. 威廉臣先生（署理）（Mr. L.G. Morgan，1946年 - 1947年）
9. 費格遜先生（署理）（Mr. J. J. Ferguson，1947年）
10. 威廉遜先生（Mr. H.N. Williamson，1947年 - 1961年）
11. 張經柏先生（Mr. Cheung King-pak，1961年 - 1964年）
12. Mr. Wong Yee-wa （署理，1964年）
13. 金寶先生（Mr. F.C. Gamble，1964年 - 1965年）
14. 司徒莊先生（Mr. John Stokes，1965年 - 1970年）
15. 黃勵文先生（Mr. Raymond Huang，1970年 - 1973年）
16. 鄭旭寧先生（Mr. William Cheng Hsü-ning，1973年 - 1976年）
17. 榮德淵先生（Mr. Timothy Yung，1976年 - 1982年）
18. 趙東成先生（Mr. Chew Tung-sing，1982年 - 1987年）
19. 江紹忠先生（Mr. Kong Shiu-chung，1987年 - 1994年）
20. 李家鴻先生（Mr. Lee Kar-hung，1994年 - 2000年）
21. 張林麗琼女士（Ms. Kitty Cheung Lam Lai-king，2000年 - 2003年）
22. 李樂然先生（Mr. Vincent Lee Lok-yin，2003年 - 2013年）
23. 羅李瑞華女士（Mrs. Law Lee Sui-wah，2013年 - 2018年）
24. 劉梁路得女士（Mrs. Lau Leung Yvetta Ruth，2018年 - 2024年）
25. 陳祥偉先生（Mr. Eric Chan Cheung-wai, ，2024年 - ）[25]

## 校歌
皇仁書院校歌的旋律來自英國哈羅公學（Harrow School）的校歌《四十年來》，並與香港協恩中學的校歌旋律相同。英文校歌歌詞出自該校代理校長祈惠霖先生（Mr. William Kay）於1920年的手筆（祈惠霖先生在1934年6月接任成為英皇書院的校長）。而中文校歌歌詞則出自皇仁書院校友陳鈞潤先生的手筆，並刊載在校刊《黃龍報》內。雖然校歌有第二及第三段，但現時師生大部分的場合唱校歌的時候均不會唱該兩段。（160週年校慶演唱會是有唱的例子）

## 皇者仁風校史館
校史博物館於2013年配合150週年校慶成立，希望藉收藏及展出不同年代的學校文件和文物提高同學和市民大眾對皇仁書院歷史的認識。2017年搬至一樓並翻新、擴建、易名為「皇者仁風校史館」，以配合155週年校慶。

## 活動及成就
所有學生均被分配至8個學社（house）中的其中一個。學社制度於1950年代由威廉臣校長所創立，分別為
- Stewart House（史釗域社）
- Dealy House（狄烈社）
- Wright House（胡禮社）
- Kay House（啟社）
- Crook House（古祿社）
- Tanner House（丹拿社）
- de Rome House（狄龍社）
- Williamson House（威廉臣社）

其中 Williamson House（威廉臣社）原來為 School House，在威廉臣校長離任後改為 Williamson House（威廉臣社）。各社以皇仁書院最早和最有貢獻的8名校長命名。學社會於水運會、陸運會和其他社際比賽中互相競爭，以鼓勵學生的團隊精神和合作精神，也使不同年級的學生能夠融洽共處。此外，皇仁書院各個校隊亦經常參與校際比賽。
皇仁書院設有54個不同類型的學會，類型分別有體育、康樂、宗教、社會服務及學術範疇。除了學會外，皇仁書院還有三個制服團體，分別是香港紅十字會青年團第22團、香港交通安全隊及港島童軍十二旅。

### 香港傑出學生選舉
截至2023年(第38屆)，皇仁書院在香港傑出學生選舉中累積產生了22名香港傑出學生，在香港所有中學中排名第2。 
香港傑出學生：
- 陳思瀚
- 馮啟思
- 童成
- 范平正
- 陳寧
- 關漢傑
- 蔡傑銘
- 何龍偉
- 盤肇忻
- 蔣濛
- 楊思明
- 沈旭暉
- 陳家顥
- 張敬謙
- 陳汝昌
- 許嘉銓
- 趙君儒
- 賀錦輝
- 趙俊威
- 譚衍恩
- 郭捷彬
- 袁瑋謙

### 主要獎項及成就
皇仁書院的學生獲選參加各種類的國際及本地學界活動、校際運動比賽、聯校文化及學術活動、音樂及樂團比賽、海外交流計劃、學術獎學金評選、傑出學生選舉、海外留學獎學金評選、代表香港參與國際學術比賽、海外體育比賽：
- IMO 國際數學奧林匹克（香港代表）國際賽個人金牌[33][34]
- IPhO 國際物理奧林匹克（香港代表）國際賽個人金牌 [35]
- IJSO 國際初中科學奧林匹克（香港代表）國際賽個人金牌 [36]
- IOI 國際資訊奧林匹克（香港代表）國際賽個人銀牌 （香港第一面獎牌） [37]
- iGeO 國際地理奧林匹克（香港代表）國際賽個人銀牌 [38]
- EuPhO 歐洲物理奧林匹克（香港代表）國際賽個人金牌 [39]
- APhO 亞洲物理奧林匹克（香港代表）國際賽個人銀牌 [40]
- IBO 國際生物奧林匹克香港區比賽最佳學校獎 [41]
- HKPhO 香港物理奥林匹克最佳學校獎 [42]
- CMO 中國數學奧林匹克（香港代表）個人金牌 [43]
- CWMO 中國西部數學奧林匹（香港代表）個人金牌 [44]
- 怡和獎學金（Jardine Scholarship，劍橋大學/牛津大學）[45]
- 劍橋大學香港校友會菲臘親王獎學金（Prince Philip Scholarship）[46]
- 牛津大學華頓學院李兆基獎學金 [47][48]
- 英國/香港獎學金 UK/HK Scholarship [49]
- 尤德爵士紀念基金海外獎學金 (Sir Edward Youde Memorial Scholarships for Overseas Studies) [50]
- 恒生銀行海外留學獎學金 (Hang Seng Bank Overseas Scholarship) [51]
- 香港校友會聯會獎學金 (Hong Kong Schools Alumni Federation Scholarship) [52]
- 芝加哥大學包玉剛爵士獎學金 [53]
- 多倫多大學香港獎學金 [54][55]
- 香港卓越獎學金（Hong Kong Scholarship for Excellence Scheme）[56]
- 莫鳳麟獎學金（Charles Frankland Moore Award，中學會考卷面總分全港第一）[57]
- 政府獎學金（Government External Scholarship，中學會考其中七科卷面總分全港前30/40名）[55]
- 年度葛量洪傑出學生獎（Grantham Scholar of the Year）[55]
- 尤德爵士紀念基金獎（Sir Edward Youde Memorial Medal，中學會考、高級程度會考、中學文憑試中取得最優異成績）[58]
- 南華早報「年度學生」（Student of The Year）[59]
- 美國Hugh O'Brian Youth Leadership 世界領袖會議（World Leadership Congress)香港代表
- 香港傑出學生選舉「香港傑出學生」（Outstanding Students Award）[30][31][60]

## 公開考試佳績

### 狀元數量
皇仁書院是產生最多香港中學會考「10A狀元」（應考的10科全部取得A等成績）及香港中學文憑考試「7科5**狀元」（在至少3個選修科及4個核心科獲得5**成績）的學校之一。截至2025年，共有72名，其中57名會考「10A狀元」及15名文憑試「7科5**狀元」，排名全港第1。 
由1987年至2010年期間，皇仁書院已累積產生了最少57名「十優狀元」，當中2006年更有六名學生同時考獲十優。此兩項紀錄在香港中學會考歷史上未有學校能打破。2003年，皇仁書院參加應屆中學會考的198名學生，共取得455個A級成績，人均2.3個A級成績，其中5人為「十優狀元」。在各屆會考中，亦常有皇仁書院學生蟬聯「全港第一」的桂冠，其各科卷面總分為一眾「十優狀元」中最高者。當年中學會考總分全港第一的考生，獲「香港中英學術基金會學者聯會」「Hong Kong Sino-British Fellowship Trust Scholars' Association」頒發「莫鳳麟獎學金」 「Charles Frankland Moore Award」 。從1993年至2010年的香港中學會考，皇仁書院於每一屆都產生「十優狀元」，紀錄連續未有間斷。
隨著新高中學制的推行，中學會考於2011年停辦。
在2012年的首屆香港中學文憑考試（DSE），六名「7科5**狀元」（在至少3個選修科及4個核心科獲得5**成績）當中，有兩人乃皇仁書院的應屆考生。於2012至2020年的連續九屆香港中學文憑考試中均產生「7科5**狀元」。 皇仁書院於2021年及2024年沒有產生「狀元」，於2022年、2023年及2025年又繼續產生「狀元」。
近年各屆會考「十優狀元」及文憑試「7科5**狀元」（在至少3個選修科及4個核心科獲得5**成績）人數 ：
- 6位狀元：2006[64]
- 5位狀元：1998、2003[71]
- 4位狀元：1994、1995、1997、2002、2005
- 3位狀元：2001、2010
- 2位狀元：1991、1993、1996、1999、2000、2007、2012[67]、2013[72]、2015[73]
- 1位狀元：2004、2008、2009、2014[74]、2016[75]、2017[76]、2018[77]、2019[78]、2020[79]、2022[80]、2023[81]、2025[82]

### 香港中學會考狀元
- 1978：游子覺：九優狀元，于香港大學獲內外全科醫學士及醫學博士 [83][84][85], 現為腫瘤科醫生
- 1982：關城安：九優狀元 [86]
- 1983：陳浩然：九優狀元，獲怡和獎學金及劍橋大學菲臘親王獎學金，于劍橋大學修讀醫科。 [45][83][87][88][89]
- 1984：鍾子丹：九優狀元，獲牛津大學華頓學院李兆基獎學金，于牛津大學修讀物理學。 [47][90]
- 1985：黎耀基：九優狀元，香港高級程度會考四優狀元，獲劍橋大學香港校友會菲臘親王獎學金，于劍橋大學修讀醫科。 [83][91][92]
- 1986：許睿：九優狀元，香港高級程度會考四優狀元，獲劍橋大學香港校友會菲臘親王獎學金及尤德爵士紀念基金海外獎學金，于劍橋大學修讀醫科，現為腸胃及肝臟專科醫生。[83][92][93][94][95]
- 1989：洪長錐：九優狀元，香港高級程度會考四優狀元，獲劍橋大學香港校友會菲臘親王獎學金及英國/香港獎學金，于劍橋大學修讀醫科，現為腸胃肝臟專科醫生。 [49][83][92][96][97]
- 1989：簡德誠：九優狀元  [96]
- 1989：陳維堅：九優狀元（當年中學會考總分全港第一），獲「香港中英學術基金會學者聯會」「Hong Kong Sino-British Fellowship Trust Scholars' Association」頒發「莫鳳麟獎學金」「Charles Frankland Moore Award」，獲頒尤德爵士紀念基金獎，獲劍橋大學香港校友會菲臘親王獎學金及英國/香港獎學金，于劍橋大學就讀，並於哈佛大學商學院獲得工商管理碩士，現職大新銀行執行董事兼財富管理處主管。 [49][57][92][96][98]
- 1990：馮啟思：九優狀元，獲選香港傑出學生，於普林斯頓大學獲得運籌學的工程理學士，於劍橋大學獲得統計學的哲學碩士，並於哈佛大學商學院獲得工商管理碩士。 [99][100]
- 1990：陳煥忠：九優狀元，獲尤德爵士紀念基金海外獎學金，於麻省理工學院修讀電腦科學。 [94][99]
- 1990：劉煒：九優狀元，獲尤德爵士紀念基金海外獎學金，於加州大學怕克萊分校修讀電機工程。 [94][99]
- 1990：李皓炘：九優狀元，獲尤德爵士紀念基金海外獎學金，於史丹福大學修讀社會科學。 [94][99]
- 1990：伍時康：九優狀元，于香港大學獲內外全科醫學士 [83][99]
- 1990：林中檸：九優狀元  [99]
- 1991：劉偉略：九優狀元，獲尤德爵士紀念基金海外獎學金，於史丹福大學獲得電腦科學學士及電腦科學碩士。[94][101][102]
- 1991：湯英輝：九優狀元，於德州大學奧斯汀分校修讀電機工程學士，並於卡內基·梅隆大學修讀電機工程碩士。[101][103]
- 1991：林彥民：九優狀元，獲史丹福大學電機工程學士、碩士、博士，於香港大學工程學院擔任教授。 [101][104]
- 1991：李明強：九優狀元，於耶魯大學獲得經濟學學士。 [101][105]
- 1991：陳慶麟：十優狀元，獲倫斯勒獎學金於紐約倫斯勒理工學院修讀電腦科學理學士及電腦與系統工程理學士，並獲麻省理工學院科技與政策碩士。 [101][106]
- 1991：葉榮剛：十優狀元，「10科A(01) 超級狀元」，為全港第一位10科A(01) 超級狀元，於麻省理工學院就讀。 [101][107]
- 1992：蔡傑銘：九優狀元，獲選香港傑出學生，獲英國/香港獎學金，於英國倫敦帝國學院修讀工程學士（電子電機），並獲史丹福大學商學研究院理學碩士（管理）。[108][109]
- 1992：陳鴻翔：九優狀元 [108]
- 1992：張力行：九優狀元 [108]
- 1992：劉振軒：九優狀元 [108]
- 1992：梁智邦：九優狀元，獲倫斯勒獎學金於紐約倫斯勒理工學院修讀電子工程學。 [108][110]
- 1992：湯國江：九優狀元，獲尤德爵士紀念基金海外獎學金，於賓夕法尼亞大學獲得電機工程學士及金融學理學士。 [94][108][111]
- 1992：黃耀德：九優狀元 [108]
- 1992：曾穎康：九優狀元，於香港中文大學修讀物理學 [108][112]
- 1993：徐紹基：九優狀元，獲尤德爵士紀念基金海外獎學金，於倫敦政經學院修讀經濟學。[94][113]
- 1993：鄭恩源：九優狀元 [113]
- 1993：黃文傑：九優狀元，獲香港大學法學士、劍橋大學法律碩士，獲委任為資深大律師。[113][114]
- 1993：何龍偉：九優狀元，獲選香港傑出學生，獲尤德爵士紀念基金海外獎學金，於麻省理工學院修讀土木工程。[94][113]
- 1993：朱敏明：十優狀元，升讀牛津大學。 [115][116]
- 1993：林熙寧：十優狀元，「10科A(01) 超級狀元」（當年中學會考總分全港第一），獲「香港中英學術基金會學者聯會」「Hong Kong Sino-British Fellowship Trust Scholars' Association」頒發「莫鳳麟獎學金」「Charles Frankland Moore Award」，獲史丹福大學化學工程學士、電腦科學碩士，並獲麻省理工大學化學工程博士，擔任香港科技大學工程學院教授。[57][115][117][118]
- 1994：李家宜：十優狀元，「10科A(01) 超級狀元」（當年中學會考總分全港第一），獲「香港中英學術基金會學者聯會」「Hong Kong Sino-British Fellowship Trust Scholars' Association」頒發「莫鳳麟獎學金」「Charles Frankland Moore Award」，獲讀麻省理工學院電腦科學與數學理學士、電腦科學工程碩士及電腦科學博士。[57][116][119][120][121]
- 1994：蔡旭倫：十優狀元，「10科A(01) 超級狀元」，獲頒尤德爵士紀念基金獎，獲尤德爵士紀念基金海外獎學金，升讀加州理工學院。 [94][98][119]
- 1994：李天文：十優狀元，獲獎學金於加州大學洛杉磯分校修讀電機工程學士及生物醫學工程博士。 [119][122]
- 1994：黃添培：十優狀元，獲張鑑泉紀念獎學金，於香港大學修讀土木及結構工程，並獲志奮領獎學金於倫敦帝國學院修讀土木工程碩士。 [119]
- 1995：蔡逸倫：十優狀元，獲尤德爵士紀念基金海外獎學金，於麻省理工學院修讀土木工程。[94][107][123]
- 1995：楊延德：十優狀元，於芝加哥大學獲得經濟學、數學與統計學學士。 [116][123]
- 1995：楊思明：十優狀元，獲選香港傑出學生，獲尤德爵士紀念基金海外獎學金，於耶魯大學獲得電腦及經濟雙學位，以及電腦碩士學位。 [94][100][123]
- 1995：蔣濛 （页面存档备份，存于）：十優狀元，獲選香港傑出學生，獲尤德爵士紀念基金海外獎學金，於史丹福大學修讀電機工程學士、碩士、博士，現為美國普渡大學校長。 [94][100][123][124][125]
- 1996：陳祖聖：十優狀元（當年中學會考總分全港第一），獲「香港中英學術基金會學者聯會」「Hong Kong Sino-British Fellowship Trust Scholars' Association」頒發「莫鳳麟獎學金」「Charles Frankland Moore Award」，於德州大學奧斯汀分校就讀。 [126][127]
- 1996：顏偉傑：十優狀元，獲恒生銀行海外留學獎學金，於普林斯頓大學修讀電腦，並於麻省理工學院修讀電腦博士。 [116][126]
- 1997：蔣允中：十優狀元，獲頒尤德爵士紀念基金獎，獲尤德爵士紀念基金海外獎學金，於麻省理工學院就讀。 [94][98][116][128]
- 1997：李曛檣：十優狀元，獲劍橋大學香港校友會菲臘親王獎學金，于劍橋大學就讀。 [92][128]
- 1997：許新林：十優狀元，香港高級程度會考五優狀元，於香港大學修讀土木及結構工程，獲詹天佑土木工程高校優秀畢業生獎。 [128][129][130]
- 1997：譚仲暉：十優狀元，升讀賓夕法尼亞大學。 [116][128][131]
- 1998：許嘉銓：十優狀元，「10科A(01) 超級狀元」，獲尤德爵士紀念基金海外獎學金，獲史丹福大學統計學碩士，並於賓夕法尼亞大學沃頓商學院獲得統計學博士。 [94][132]
- 1998：彭凱翔：十優狀元，「10科A(01) 超級狀元」，獲尤德爵士紀念基金海外獎學金，獲史丹福大學電腦工程碩士。 [94][132]
- 1998：吳業軒：十優狀元，「10科A(01) 超級狀元」，香港高級程度會考五優狀元，于香港中文大學獲內外全科醫學士 [83][132][133]
- 1998：蔡達銘：十優狀元，於賓夕法尼亞大學修讀經濟學及工程學，並獲耶魯大學金融學博士，擔任香港中文大學商學院教授。 [132][134]
- 1998：蔡偉定：十優狀元，於芝加哥大學修讀經濟學和統計學。 [132][135]
- 1999：李仲輝：十優狀元，獲劍橋大學香港校友會菲臘親王獎學金，于劍橋大學就讀。[92][136]
- 1999：黃文海：十優狀元，於康奈爾大學修讀電機工程及材料科學與工程，並於加州大學聖巴巴拉分校獲得電機工程學碩士及博士，擔任香港科技大學工學院電機與電腦工程學系教授 [130][137][138]
- 2000：袁啟恆：十優狀元，「10科A(01) 超級狀元」，獲恒生銀行海外留學獎學金，於芝加哥大學就讀。 [139]
- 2000：麥智林：十優狀元，香港高級程度會考五優狀元，於耶魯大學修讀物理學及歷史學，並於西北大學凱洛格商學院獲得工商管理碩士及工程管理碩士。[133][140]
- 2001：游兆聰：十優狀元，獲恒生銀行海外留學獎學金，於杜克大學修讀土木工程，並於普林斯頓大學修讀土木工程博士。[141][142]
- 2001：黃議樂：十優狀元，於麻省理工學院修讀數學博士 [141][143]
- 2001：江偉業：十優狀元，於耶魯大學修讀數學博士 [141][144]
- 2002：丁信顯：十優狀元，于香港大學獲內外全科醫學士 [83][145]
- 2002：袁愷寅：十優狀元，于香港大學獲內外全科醫學士 [83][145]
- 2002：蘇漢昌：十優狀元，於香港大學醫學院修讀內外全科醫學士及醫學哲學博士，擔任香港中文大學生物醫學學院教授。 [83][145][146]
- 2002：莊奮飛：十優狀元，獲尤德爵士紀念基金海外獎學金，於芝加哥大學修讀數學，並范德堡大學數學哲學博士。 [94][145][147][148]
- 2003：司徒志威：十優狀元，獲香港校友會聯會獎學金，於芝加哥大學修讀經濟學。 [149][150]
- 2003：陳國恩：十優狀元，於香港中文大學修讀物理學，並獲尤德爵士紀念基金海外研究生獎學金，於伊利諾大學厄巴納－香檳分校修讀物理學博士。 [149]
- 2003：張銘峰：十優狀元，於芝加哥大學修讀經濟學 [149]
- 2003：尹展霆：十優狀元，獲尤德爵士紀念基金海外獎學金，於美國耶魯大學修讀政治科學。[94][149]
- 2003：賴俊廷：十優狀元，于香港大學獲內外全科醫學士 [83][149]
- 2004：賀錦輝：十優狀元（當年中學會考總分全港第一），獲「香港中英學術基金會學者聯會」「Hong Kong Sino-British Fellowship Trust Scholars' Association」頒發「莫鳳麟獎學金」「Charles Frankland Moore Award」，獲頒尤德爵士紀念基金獎，獲尤德爵士紀念基金海外獎學金及香港校友會聯會獎學金，於賓夕法尼亞大學修讀金融、會計、統計及數學。[94][98][150][151][152][153]
- 2005：林成豐：十優狀元 [154]
- 2005：梁文杰：十優狀元，于香港大學獲內外全科醫學士 [83][154]
- 2005：周祉樂：十優狀元，于香港大學獲內外全科醫學士 [83][154]
- 2005：周元杰：十優狀元，獲尤德爵士紀念基金海外獎學金及香港校友會聯會獎學金，於賓夕法尼亞大學修讀學士，並於賓夕法尼亞大學沃頓商學院獲得碩士、博士，擔任香港中文大學商學院教授。 [94][150][154][155]
- 2006：陳鈺豐：十優狀元（當年中學會考總分全港第一），獲「香港中英學術基金會學者聯會」「Hong Kong Sino-British Fellowship Trust Scholars' Association」頒發「莫鳳麟獎學金」「Charles Frankland Moore Award」，獲多倫多大學香港獎學金。[55][152][156]
- 2006：趙俊威：十優狀元，獲選香港傑出學生，獲香港科技大學工商管理學士（環球商業管理）學業成就獎、香港大學法律碩士、並獲韋斯頓獎學金於牛津大學修讀法學碩士。 [30][156][157]
- 2006：林天樂：十優狀元，獲香港校友會聯會獎學金，於芝加哥大學修讀經濟學及工商管理碩士。 [150][156]
- 2006：郭嘉恆：十優狀元，于香港大學獲內外全科醫學士 [83][156]
- 2006：廖匯恆：十優狀元，獲芝加哥大學經濟學博士。 [156]
- 2006：余樂倫：十優狀元，獲尤德爵士紀念基金海外獎學金，於賓夕法尼亞大學修讀政治、哲學、經濟（PPE）。 [94][156]
- 2007：周浩翔：十優狀元（當年中學會考總分全港第一），獲「香港中英學術基金會學者聯會」「Hong Kong Sino-British Fellowship Trust Scholars' Association」頒發「莫鳳麟獎學金」「Charles Frankland Moore Award」，獲頒尤德爵士紀念基金獎，於荷蘭鹿特丹伊拉斯姆斯大學歷史、文化與傳播學院修讀哲學博士學位。 [98][152][158][159][160]
- 2007：謝志峰：十優狀元，獲頒尤德爵士紀念基金獎，于香港大學獲內外全科醫學士 [83][98][158]
- 2008：吳國輝：十優狀元，于香港大學獲內外全科醫學士 [83][161]
- 2009：朱朗霖：十優狀元，獲賽馬會獎學金及香港大學基金傑出本科生入學獎學金，於香港大學修讀社會科學學士(政治學與法學)及法學士(雙學位課程)，並於哈佛大學法學院修讀法學碩士。 [162][163]
- 2010：趙致遠：十優狀元，於香港大學獲內外全科醫學士 [83][164]
- 2010：譚嘉裕：十優狀元，獲香港校友會聯會獎學金，於麻省理工學院修讀數學學士，並獲史丹福大學數學博士。 [150][164][165]
- 2010：郭捷彬：十優狀元，獲選香港傑出學生，獲頒尤德爵士紀念基金獎，獲香港校友會聯會獎學金，於芝加哥大學獲經濟學博士，擔任布朗大學經濟學講師。 [98][150][164][166][167][168]

### 香港中學文憑考試狀元
- 2012：馬浩賢，獲港大基金傑出學生獎學金及特區政府獎學金，於香港大學修讀精算學。 [67][169][170]
- 2012：劉銘謙，於香港大學獲內外全科醫學士。 [67][169]
- 2013：陳宏禧，於香港大學修讀工商管理學學士(法學)及法學士(雙學位課程)。 [72][171]
- 2013：曾家興，於香港大學修讀精算學。 [72][171]
- 2014：馬國鳴，獲「醫學院飛躍獎學金」，於香港大學醫學院獲內外全科醫學士。 [74][172]
- 2015：林銘端（8個5** 超級狀元）（在四科必修科、三科選修科及數學延伸部份均獲5**，加上音樂科獲5*，即合共獲17星，為首名17星狀元），於香港大學獲內外全科醫學士。 [73][173]
- 2015：張滌豐，於香港大學獲內外全科醫學士。 [73][173]
- 2016：黃灝森，於香港大學獲內外全科醫學士。 [75][174]
- 2017：蔡維澤，獲頒尤德爵士紀念基金獎，於香港大學獲內外全科醫學士。 [76][98][175]
- 2018：袁瑋謙（8個5** 超級狀元），獲選香港傑出學生，於香港中文大學修讀內外全科醫學士課程-環球醫學領袖培訓專修組別。 [31][77][176]
- 2019：余曉逸（8個5** 超級狀元），于香港大學修讀內外全科醫學士。 [78][177]
- 2020：吳浩渝，於香港大學修讀內外全科醫學士。 [79][178]
- 2022：麥顥邦，於香港中文大學修讀內外全科醫學士課程 - 環球醫學領袖培訓專修組別。[80][179]
- 2023：羅澤嘉（8個5** 超級狀元），獲頒尤德爵士紀念基金獎，獲香港賽馬會主席卓越獎學金，於香港中文大學修讀內外全科醫學士課程 - 環球醫學領袖培訓專修組別。[98][180][181][182][183]
- 2025：濮愷俊（超級狀元）[82][184]

## 校友
- 孫中山：中華民國臨時大總統、「中華民國國父」 [185][186][187]
- 何東：企業家、慈善家 [186][188]
- 何福：企業家 [186]
- 何甘棠：企業家 [186]
- 何世禮：前駐聯合國軍事代表團團長 [186]
- 何啟爵士：律師、醫生、香港西醫書院 (香港大學前身) 創辦人 [189]
- 霍英東，大紫荊勳賢：前全國政協副主席 [190]
- 何鴻燊：信德集團有限公司創辦人 [190]
- 廖仲愷：革命領袖 [191]
- 唐紹儀：民國時期第一任總理 [192]
- 陳錦濤：耶鲁大學哲學博士、民國時期經濟學家 [187][193]
- 陸敬科：孫中山先生廣州政府外交部長 [194]
- 安廣伴一郎（日语） ：日本政治家，明治時代内閣書記官長
- 胡禮垣：民初思想家 [192]
- 溫宗堯：民國時期外交家 [187]
- 王寵惠：耶鲁大學民法學博士、民國時期國務總理 [187][195]
- 王寵佑：民國時期礦冶專家 [195]
- 王寵益：病理學家、香港大學醫學院首位華人教授
- 周壽臣：立法局議員、首位華人行政局非官守議員 [186][196]
- 黃炳耀：香港大學創辦人之一
- 羅旭龢：前香港立法局首席華人非官守議員 [197]
- 黃作梅：新華社香港分社第二任社長
- 蔣法賢，OBE，JP：醫生、香港中文大學聯合書院首任校長
- 黃伯芹，OBE，JP：銀行家和慈善家
- 郭顯宏：香港船運界商人和慈善家
- 顏成坤：中華汽車有限公司（中巴）創辦人、前立法局首席華人非官守議員、行政局非官守議員
- 敦李孝式爵士，SMN，KBE，JP：馬來亞聯合邦首任財政部長，馬來西亞華人公會和馬來西亞聯盟創始人
- 沈祖堯，SBS，JP：新加坡南洋大學李光前醫學院院長、前香港中文大學校長 [190]
- 段崇智：香港中文大學校長 [190][198]
- 陳繁昌，JP：前阿卜杜拉國王科技大學校長、前香港科技大學校長 [199]
- 陳坤耀，GBS，CBE，JP：前嶺南大學校長 [200]
- 蔣濛：美國普林斯頓大學電子工程教授[125]、普渡大學行政副校長兼工程學院院長、校長（2023-）。2013年榮獲美國國家自然科學基金委員會艾倫·沃特曼獎。
- 霍泰輝：香港中文大學副校長 [198]
- 陳偉儀：香港中文大學副校長 [198]
- 袁國勇，GBS，JP：香港大學微生物學系傳染病學講座教授 [190]
- 張佑啟：香港大學校長顧問及工程學院榮譽教授[201]
- 沈旭暉：香港中文大學社會科學院客席副教授 [190]
- 周偉信：香港大學法律學院法律專業學系系主任 [202]
- 張達明 (教授)：香港大學法律學院首席講師 [190]
- 張五常：經濟學家、前香港大學經濟金融學系主任
- 何冠環：香港樹仁大學歷史學系客座副教授 [190]
- 林彥民：香港大學工程學院教授 [104]
- 林熙寧：香港科技大學工程學院教授 [117]
- 蔡達銘：香港中文大學商學院教授 [134]
- 蘇漢昌：香港中文大學生物醫學學院教授 [146]
- 周元杰：香港中文大學商學院教授 [155]
- 黃文海：香港科技大學工學院電機與電腦工程學系教授 [138]
- 關啟文：香港浸會大學宗教及哲學系教授、英國牛津大學哲學博士 [203]
- 黃國彬：香港中文大學翻譯系研究教授、加拿大多倫多大學哲學博士 [204]
- 韋寶珊：銀行家
- 鄧肇堅爵士：企業家及慈善家 [186]
- 利希慎：企業家 [186]
- 魯庭暉：香港電視娛樂有限公司 (ViuTV) 董事總經理、牛津大學社會學碩士[205]
- 馮載祥，SBS，JP：前立法會秘書長 [198][200]
- 郭國全，BBS，JP：前政府首席經濟顧問 [200]
- 林中麟，GBS，JP：前市建局行政總監 [200]
- 許仕仁：前政務司司長
- 許聲泉：許仕仁之父，國民黨裝甲部隊成員，曾參與抗日戰爭[206]
- 林煥光，GBS，JP：行政會議召集人、前平等機會委員會主席
- 李偉民：前香港海關副關長
- 周一嶽，GBS，SBS，MBE：醫生、前平等機會委員會主席 [200]
- 陳德霖，GBS：前金融管理局總裁
- 聶錦勳：前土木工程拓展署署長（1952年中五[207]）
- 高永文，GBS，JP：行政會議成員、醫生、前食物及衛生局局長 [83]
- 鄺其志，GBS：前庫務局局長
- 司徒華：前立法會議員（1952年中五[207]）
- 黃仁龍，大紫荊勳賢，SC：資深大律師、前律政司司長 [190]
- 黎慶寧：前保安局局長 [190]
- 李慶年：區域法院法官 [190]
- 蔡熾昌：前考評局秘書長 [190]
- 陳耀華：前助理廣播處長 [190]
- 馮通：前房屋署署長（1957年）[208]
- 李樹榮：前民安隊處長 [198]
- 馬維騄：前警務處副處長
- 楊德強：前文化體育及旅遊局體育專員 [190]
- 蔡傑銘： 行政長官辦公室常任秘書長
- 蔣志豪：發展局文物保育專員 [209]
- 何宗基：前財經事務及庫務局副秘書長 (財經事務)
- 羅永聰：前財政司司長政治助理[205]
- 石禮謙，GBS，JP：前立法會議員 [210]
- 盧偉國，GBS，MH，JP：前立法會議員
- 文世昌：律師、前 (立法局、市政局、區議會—) 三料議員 [211]
- 胡志偉，MH：前立法會議員 [210]
- 梁繼昌：前立法會議員 [210]
- 陳慶麟：波士頓諮詢公司香港辦公室負責人，皇仁書院首位會考十優狀元
- 梁家騮：醫生、前立法會議員、前公共醫療醫生協會會長 [210][212]
- 鄭志文：醫生、香港醫學會會長  [190]
- 盧寵茂，BBS，JP：醫生、醫務衛生局局長、前香港大學深圳醫院院長[212][213]
- 梁智鴻，大紫荊勳賢，OBE，JP：醫生、前醫院管理局主席  [83]
- 潘冬平：醫生，國際肝癌權威 [212]
- 律敦治：律敦治醫院創辦人
- 謝纘泰：香港南華早報創辦人  [214]
- 劉鑄伯：香港中華總商會創辦人  [215]
- 馮柏燎：利豐創辦人
- 黃廣田：前華商總會主席
- 李天文：攝影師、生物醫學工程博士 [122]
- 李家鴻：前皇仁書院校長
- 李鎮洪：前協恩中學校長
- 黃明孝：前香港中國婦女會中學校長
- 古永康：前新界喇沙中學校長
- 李永良：龍翔官立中學及前官立嘉道理爵士中學 (西九龍) 校長
- 李偉才：澳洲新南威爾士大學科學社會學博士、前天文台科學主任、香港十大傑出青年、科普、科幻作家 (筆名李逆熵)
- 徐沛之：書法家[205]
- 蔡錦豐：前香港游泳代表隊 [216]
- 胡達昌：前香港游泳代表隊成員、康樂管理科學碩士、哲學碩士、香港中文大學體育講師 [216][217]
- 湯家驊，GBS，SC，JP：行政會議成員、資深大律師 [218][219]
- 梁偉文：資深大律師 [218][219]
- 黃文傑：資深大律師，劍橋大學法學碩士 [218][219]
- 羅敏聰：資深大律師，牛津大學法學系畢業（獲牛津大學華頓學院李兆基獎學金資助） [218][219]
- 馬嘉駿：資深大律師，牛津大學法學碩士，2022年晉升資深大律師[220][221]
- 李頌然：資深大律師，2022年晉升資深大律師 [220]
- 何立基：官塘民政事務專員
- 姚穎謙：信報、信報月刊美股投資專欄作家
- 洪偉傑：中國建設銀行亞洲高級經理
- 葉成慶：律師、前香港律師會會長 [218]
- 林德峻：2022年香港羅德學人（Rhode Scholar）、2019年怡和獎學金得主[222]
- 脫瑞康：中華回教博愛社副主席[223]
- 羅嗣超：前金文泰中學校長[224]
- 伍靜國：前懲教署署長（1962年中五）[225]
- 楊汝萬：前香港中文大學逸夫書院院長及地理學榮休講座教授[226]
- 呂孝端：前民政事務總署署長[226]
- 岑逸飛：知名電視及電台主持、易學專家
- 李乘羊：知名音樂製作人、作曲監制、激鬥峽谷大師 (達到次數：3次）
- 謝振有：前東華三院黃笏南中學及創知中學校長（1924年中六）[227]
- 李思泌：已故黃大仙區議會議員、九龍社團聯會名譽顧問、前樂善堂余近卿中學校長（1957年中五）[228]
- 郭安慶：醫生，養和醫院心臟科中心主管（1986年畢業）
- 何樓章：前瑪嘉烈醫院婦產科主管及顧問醫生（1968年中六）[229]
- 陳鈞潤：前香港大學外務處處長及中文系名譽講師（1968年中七）[230]
- 劉柱柏：前香港大學內科學系教授及前瑪麗醫院心臟專科主任醫生（1976年中七）[231]
- 劉震：文化體育及旅遊局副局長（1988年中六）[232]
- 陳普芬：香港會計師、前香港上市公司香港天線兼九龍證券交易所（俗稱九龍會）創辦人（1941年中七）[233]
- 李惠堂：前香港足球運動員[234]
- 黃重光：精神科專科醫生、前香港中文大學精神科學系教授兼系主任（1972年中七）[235]
- 陳家承：香港教育大學心理學系教授兼系主任
- 陳廣隆：香港影評人
- 吳業亨：前荃灣官立工業中學校長（1952年中五）[236]
- 李鋈鎏：前粉嶺官立中學校長（1959年中五）[237]
- 歐陽英昌：前伊斯蘭脫維善紀念中學校長（1961年中五）[238]
- 黃添培 ：保安局首席助理秘書長
- 陳凱港：香港警務署前警司

## 參閱
- 香港教育
- 香港中學列表

## 外部連結
- 皇仁書院（页面存档备份，存于）
- 皇仁舊生會（页面存档备份，存于）
- 皇者仁風校史館（页面存档备份，存于）
- 皇仁舊生會中學（页面存档备份，存于）
- 港島童軍十二旅
- 劉繼智博士（已故，1964-2009，任教年份：1994-2009）[曾任教音樂科，前音樂科總監，哲學博士]（页面存档备份，存于）
- 皇仁書院學校概覽 （页面存档备份，存于）

22°16′52″N 114°11′30″E / 22.2811485°N 114.1915635°E